# 湯浅宗親
湯浅宗親（ゆあさ むねちか、生没年未詳）は、鎌倉時代後期の武士・御家人。紀伊国阿氐河荘の地頭となった人物で、日本中世史研究において著名な『紀伊国阿弖河荘百姓訴状』上で訴えられた当時の地頭その人である。祖父の宗光、父の宗氏についても本項で触れる。

## 系譜・家族関係
通称は楠本左衛門尉。湯浅党を形成した湯浅宗重の孫・宗氏（阿弖川宗氏ともいう）の次男。兄は湯浅宗範、子は湯浅宗国。宗国の子が宗藤である。

## 宗重から宗親に至るまでの湯浅氏
祖父の湯浅（保田）宗光（通称・七郎左衛門尉、後に出家して浄心と号す）は、宗重の7男として生まれ、父と共に平氏、後に源氏に味方するようになり鎌倉幕府の御家人となった。庶子でありながら、その才覚を父に認められ、紀伊国保田荘を譲られた後は嫡流を凌いで湯浅一族全体の主導的立場に立つ基礎を築いた。また、甥に当たる明恵上人（高弁）の後援者でもあった。 
宗光の3男にあたる父の湯浅（阿弖川）宗氏は阿弖川荘の地頭となり、湯浅阿弖川家の祖となった人物である。明恵の死後、歓喜寺が衰退しているのを見て「この地（歓喜寺）は上人の誕生地である」として、遺弟・義林坊喜海を迎えてこれを再興させた。「歓喜寺」と称されたのもこの時とされる。文化財の1つである歓喜寺地蔵菩薩坐像は鎌倉時代前期（1220年〜1230年代）頃に、湯浅党の発願によって慶派仏師によって造像されたと考えられ、宗氏の信仰に基づいて安置されたものとされる。

## 阿氐河荘の地頭として
文永10年（1273年）に父から紀伊国阿氐河上荘（現・和歌山県有田郡有田川町（旧清水町））の地頭職を継ぐものの、荘園の管理・運営に関しては父の代より荘園領主の寂楽寺（別当は園城寺僧の任快）や高野山との間で度々相論が起きるような状態であったことが、史料（当時の六波羅探題は北条時茂（北方）・北条時輔（南方）の二人）から窺える。宗親は、地頭の在地管理のあり方として荘園領主とは異なる点が見られ、紛争などを暴力的に解決しようとする傾向があった。この宗親の非法に対し、荘民たちが荘園領主の寂楽寺に訴えた時の百姓訴状（→地頭#概要の項（一番下）も参照）の中に見られる「ミミヲキリ、ハナヲソギ」という部分がそれをよく表しており、本家・円満院（桜井宮覚仁法親王）が「悪行をやめよ」と命じても「百姓の訴えには事実無根のものもあります。悪行とされることは、1カ条も兼任している預所の職務に関わるものはありません」と回答して強硬な姿勢であったという。